# Insultos raciais
A seguir está uma "lista de insultos étnicos" ou "etnofaulismos" ou "epítetos étnicos" que são, ou foram, usados como insinuações ou alegações sobre membros de uma determinada etnia ou grupo racial ou referir-se a eles de forma depreciativa, pejorativa ou de outra forma insultar.
Alguns dos termos listados abaixo (como "Gringo", "Yanke", etc.) podem ser usados em discurso informal sem qualquer intenção de ofender. A conotação de um termo e a prevalência do seu uso como descritor depreciativo ou neutro variam ao longo do tempo e através da geografia.
Para os fins desta lista, uma 'injúria étnica' é um termo concebido para insultar outras pessoas com base em raça, etnia ou nacionalidade. Insultos étnicos também podem ser produzidos como um epíteto racial, combinando um insulto de uso geral com o nome da etnia, como "judeu sujo", "porco russo", etc. Outros modificadores insultuosos comuns incluem “cachorro”, “sujo”, etc. No entanto, esses termos não estão incluídos nesta lista.
| Termo                                   | Localização ou origem                                        | Quais pessoas                                                   | Significado, origem e notas |
| --------------------------------------- | ------------------------------------------------------------ | --------------------------------------------------------------- | --- |
| Amerloque                               | França                                                       | Norte-americanos                                                | |
| Arabe de service                        | França                                                       | Magrebinos                                                      | Refere-se aos árabes que se submetem ao poder branco. O design também é dos atores de origem magrebina que estão confinados a papéis estereotipados. |
| Bamboula                                | França                                                       | Senegalês                                                       | Designado como fuzileiro senegalês, mas geralmente uma pessoa negra. |
| Banânia                                 | França                                                       | Negros                                                          | |
| Bicot                                   | França                                                       | Magrebinos                                                      | Pessoa de origem magrebina. |
| Boche                                   | França                                                       | Alemães                                                         | Designa um soldado Alemão ou uma pessoa de origem alemã, palavra que foi usada durante a Guerra Franco-Prussiana de 1870 e as duas guerras mundiais do século XX. |
| Bounty                                  | França                                                       | Negros                                                          | Insulto a um Negro considerado muito próximo dos Brancos ou de seus ex-colonizadores. Referência a Bolos Bounty (chocolate, brancos no interior e pretos no exterior). |
| Bougnoul                                | França                                                       | Magrebinos                                                      | Provém da língua wolof, palavra composta por “Ñuul” (ou “gnoul”) que significa “ser negro” e “bu” (ou “bou”) que é uma demonstração. Primeiramente atinge os negros e depois os norte-africanos. |
| Boucaque                                | França                                                       | Magrebinos, Negros                                              | Contração dos termos « Bougnoule » e «Macaque ». |
| Bouègre                                 | França                                                       | Magrebinos, Negros                                              | Nègre ». |
| Macacos de rendição comedores de queijo | Reino Unido, Estados Unidos                                  | Franceses                                                       | Em referência à Batalha da França (1940)] e à muitas variedades de queijo na França. |
| Crouille                                | França                                                       | Magrebinos                                                      | Abreviação de crouillat emprestado do árabe magrebino “khuya”, “meu irmão”; termo de "proximidade cultural ", usado particularmente na Argélia e no Marrocos, alterado em crouille, depois de ser passado por "crouillat". |
| Esquimó                                 | América do Norte (palavra inventada pelos nativos americanos | Inuítes e Iupiques                                              | Na origem, a palavra "esquimó" significa "comedor de carne crua". Os Inuites, que são principalmente carnívoros, ficam bem por trás deste termo geral quando as primeiras nações as usam para insultar os Inuítes e os Iupiques, como algo deve ser menosprezado. Essa palavras vem da língua cree e foi utilizada durante ao encontros das primeiras nações da América do Norte com os os povos do Ártico, isso bem antes de chegar à Europa. Hoje em dia, a palavra "esquimau" ainda é empregado nas escolas majoritárias de cultura ocidental, principalmente pelas crianças. No Canadá e na Groenlândia, o resto foi perdido como ofensor pela comunidade Inuite. O termo "Inuite" ficou mais privilegiado se pode simplesmente dizer "ser humano" em Inuktitut, a língua dos Inuites. |
| Frog, Froggy, Frogeater,                | Austrália, Canadá, Reino Unido, Estados Unidos               | Holandeses (anteriormente) Franceses e Franco-Canadenses (hoje) | Antes do século XIX, referia-se aos holandeses (visto que eram estereotipados como habitantes dos pântanos). Quando a França se tornou o principal inimigo da Grã-Bretanha, substituindo os holandeses, o epíteto foi transferido para eles, devido à tendência francesa de comer pernas de rã. Também conhecido em países eslavos, mas apenas em francês (continental), veja polonês żabojad, ucraniano zhaboyid (жабоїд), russo lyagushatnik (лягушатник); bem como em basco frantximant. |
| Gabacho                                 | Espanha / México                                             | Franceses / Norte-Americanos (EUA)                              | |
| Grecomano                               | Bulgária, Macedônia do Norte, Romênia e Albânia              | Gregos                                                          | Um Grecomano é um grego de origem eslava, albanesa ou romena. Significa "fingir ser grego”. |
| Gringo                                  | Hispanidade                                                  | Norte-Americanos, Anglofones                                    | |
| Gwer                                    | Árabes                                                       | Franceses, brancos, ocidentais                                  | Do nome gaouri, ele próprio do turco gavur, descrente, infiel, ele próprio do turco otomano كاور, gawur, e ele próprio do persa گبر, gabr ('Zoroastriano'). |
| Khokhol                                 | Rússia                                                       | Ucranianos                                                      | algo como “estúpido”. |
| Kraut (chucrute)                        | Reino Unido, Estados Unidos                                  | Alemães                                                         | De chucrute - o termo foi usado pela primeira vez pelos britânicos durante a Primeira Guerra Mundial, depois pelos [[americanos (povo)\| Americanos durante a Segunda Guerra Mundial. |
| Moska                                   | Bielorrússia, Ucrânia, Polônia, países bálticos              | Habitantes do Grão Principado de Moscou                         | Desde o século XIII ao século XVIII, este termo designava os habitantes do Grão-Principado de Moscou. Por extensão, também designa hoje os russos. |
| Narbonnoide                             | Francês                                                      | Habitantes do sul da França                                     | Em referência à cidade de Narbonne e à classificação racial de Carleton Coon. |
| Nègre                                   |                                                              | Negros                                                          | Derivado do espanhol “negro” (“preto”), tornou-se pejorativo com o tempo. |
| Nègre de maison                         | Francês                                                      | Negros                                                          | Insulto a um Negro considerado muito próximo dos brancos ou de seus ex-colonizadores. |
| Ustasha                                 | Sérvia                                                       | Croatas                                                         | Em referência aos fascistas croatas durante a Segunda Guerra Mundial. |
| Pak-Pak                                 | França                                                       | Paquistanês                                                     | Paquistanês ou, por extensão, qualquer pessoa do subcontinente indiano. Apócope de Paquistanês . |
| Red Skin (Peles-vermelhas)              |                                                              | Nativos americanos                                              | |
| Pépito                                  | Francês                                                      | Mexicanos                                                       | |
| Beur                                    | Francês                                                      | Descendentes de Magrebes                                        | |
| Rastaquouère                            | Francês                                                      | Sul-americanos                                                  | Usado a partir de 1880 para designar os curtidores da América do Sul que ostentavam suas fortunas, estendeu-se então a todas as populações estrangeiras, principalmente europeias. |
| Rastus                                  | Estados Unidos                                               | Afro-americanos                                                 | |
| Ricain                                  | Francês                                                      | Norte-Americanos                                                | |
| Rital                                   | França, Bélgica, Suíça                                       | italianos                                                       | Vem diretamente da apócope da palavra “italiano” e tem como alvo refugiados italianos após a Segunda Guerra Mundial. |
| Rosbif, rosbeef                         | França                                                       | Anglo-saxões                                                    | Desde a, Idade Média, os ingleses tinham a reputação de serem grandes comedores de carne, que às vezes consumiam crua, o que horrorizava os franceses, e de terem uma paixão culinária por rosbif. |
| Smouglianki                             | Rússia                                                       | Moldávios, Tártaros da Crimeia pessoas do Cáucaso               | Que pode ser traduzido como “pretinhos”. |
| Wackes                                  | Alemanha e Suíça                                             | Alsacianos e Moselanos                                          | |
| Yankee, Ianque                          | Mundo anglo-saxão                                            | Norte-Americanos, pessoas da Nova Inglaterra                    | Refere-se a americanos fora dos Estados Unidos e a habitantes da Nova Inglaterra |
| Youpin                                  | França                                                       | Judeus                                                          | |
| Youtre                                  | França                                                       | Judeus                                                          | Vem do alemão Jude (« juif »), « provavelmente através dos dialetos do leste da França. » |
| Chinetique                              | França                                                       | Asiáticos                                                       | |